# Lou Hackney
Louis „Lou“ Hackney (* um 1925) war ein US-amerikanischer Jazzmusiker (Kontrabass).
Hackney spielte 1952 (u. a. mit dem Pianisten Wade Legge und dem Schlagzeuger Al Jones) im Dizzy Gillespie Sextett, um im Jahr mit Gillespie darauf in Europa auf Tournee zu gehen (Mitschnitt mit dem Quintett von Dizzy Gillespie u. a. im NDR-Studio, Hamburg). In Stockholm und Paris entstanden auch Aufnahmen im Trio von Legge mit Lars Gullin und mit dem Sänger Joe Carroll. Nach seiner Rückkehr nach New York arbeitete er weiter in Gillespies Quintett, mit Auftritten im Jazzclub Birdland, die vom Rundfunk übertragen wurden, wie auch sein Auftritt mit den Miles Davis All Stars (mit Sahib Shihab, Wade Legge, Al Jones und Candido Camero). Nach letzten Aufnahmen mit der Dizzy Gillespie Big Band im September 1954 war er nicht mehr an Plattenaufnahmen beteiligt. Im Bereich des Jazz waren es laut Tom Lord zwischen 1952 und 1954 27 Aufnahmesessions.